# Colm Markey
Colm Markey (ur. 3 stycznia 1972 w Droghedzie) – irlandzki polityk, rolnik i samorządowiec, poseł do Parlamentu Europejskiego IX kadencji.

## Życiorys
Z zawodu rolnik, zajął się prowadzeniem rodzinnego gospodarstwa rolnego w miejscowości Togher w hrabstwie Louth. W latach 2005–2007 był przewodniczącym Macra na Feirme, organizacji skupiającej młodych rolników. Zaangażował się w działalność polityczną w ramach Fine Gael. W 2009 zasiadał w radzie hrabstwa, w latach 2017–2018 pełnił funkcję jej przewodniczącego.
W listopadzie 2020 objął mandat posła do Europarlamentu IX kadencji, zastępując w nim Mairead McGuinness.